# ارتش منظم

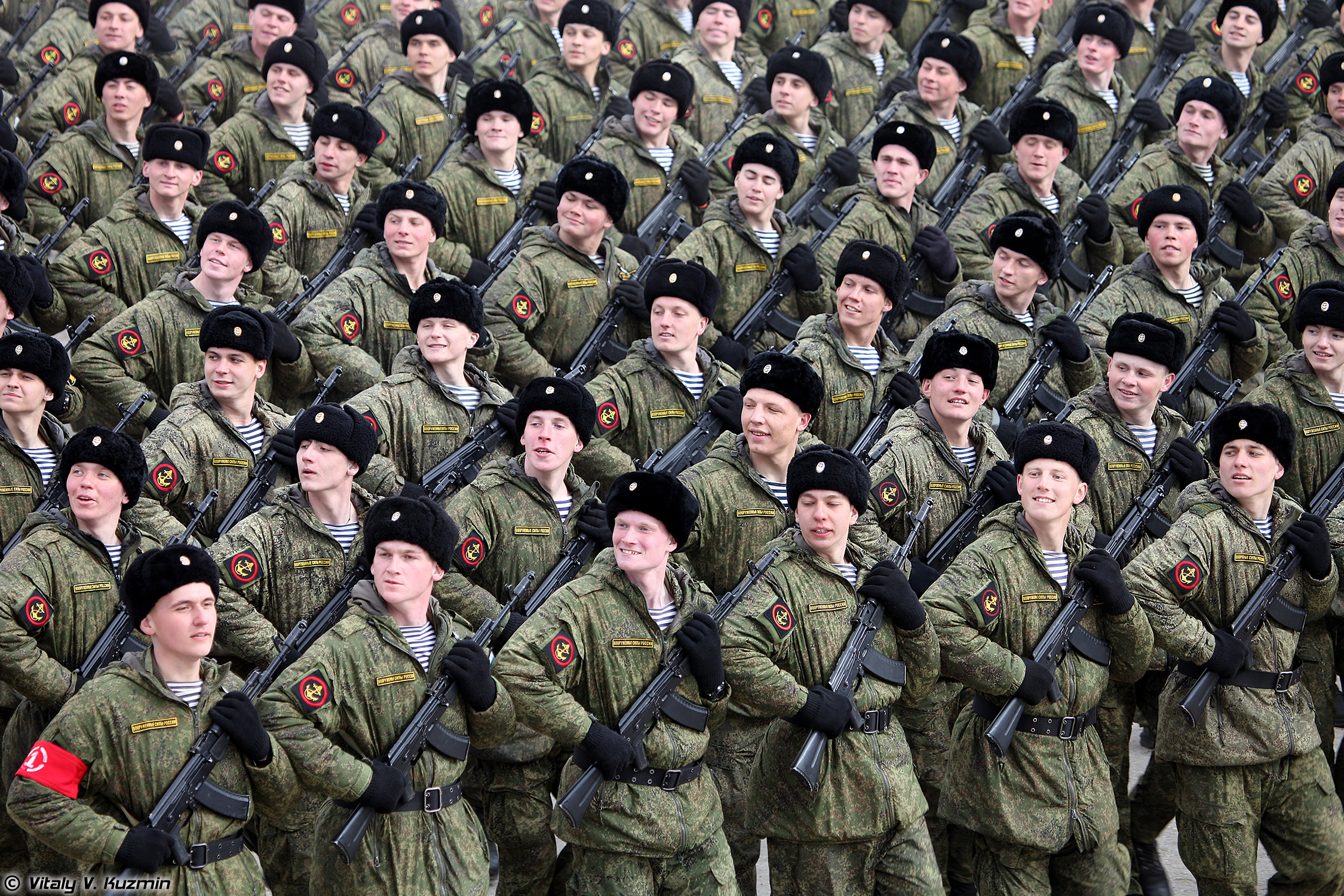
یک تیپ پیاده نظام

ارتش منظم (انگلیسی: Regular army) ارتش رسمی یک کشور است که در مقابل نیروهای نامنظم مانند شبه‌نظامیان داوطلب (نظیر ستاد جنگ‌های نامنظم در دوران جنگ ایران و عراق)، ارتش‌های خصوصی، مزدوران و غیره قرار دارد. ارتش منظم معمولاً به صورت یکی از حالت‌های زیر است:
- یک ارتش دائمی است که در زمان صلح به صورت آماده‌باش نگهداری می‌شود. برخی از ارتش‌های منظم عبارت است از: نیروی زمینی استرالیا، ارتش جمهوری اسلامی ایران، نیروی زمینی بریتانیا، نیروی زمینی پاکستان، ارتش آزادی‌بخش خلق، نیروی زمینی مصر و ارتش هند است.
- یک نیروی احتیاط است که در صورت نیاز می‌تواند برای ارتقای کارایی ارتش منظم، به منظور تکمیل ارتش دائمی بسیج شود.